# Governo Borisov II
Il governo Borisov II è stato il 94º esecutivo della Bulgaria, nato in seguito alle elezioni parlamentari in Bulgaria del 2014 ed in carica dal 7 novembre 2014 al 27 gennaio 2017, per un totale di 2 anni, 2 mesi e 20 giorni. 
Esso nacque grazie al frutto di un accordo tra i partiti GERB, Alternativa per la Rinascita Bulgara e Blocco Riformatore, con il sostegno esterno di Patrioti Uniti.

## Situazione parlamentare
| Camera              | Collocazione            | Partiti | Seggi     |
| ------------------- | ----------------------- | --- | --------- |
| Assemblea nazionale | Maggioranza - App./est. | GERB (84), RB (23), Alternativa per la Rinascita Bulgara (11), Fronte Patriottico (19)                      | 135 / 240 |
| Assemblea nazionale | Opposizione             | Coalizione per la Bulgaria (39), CDS - DPS (38), Bulgaria senza Censura (15), Unione Nazionale Attacco (11) | 105 / 240 |

## Composizione
| Carica | Titolare | Titolare | Titolare                                  | Partito              |
| --- | -------- | -------- | ----------------------------------------- | -------------------- |
| Primo ministro |          |          | Bojko Borisov                             | GERB                 |
| Vice Primo Ministro incaricato della politica di coalizione e dell'amministrazione statale e Ministro dell'Interno |          |          | Rumjana Băčvarova                         | GERB                 |
| Vice Primo Ministro incaricato delle politiche e delle questioni istituzionali dell'UE                             |          |          | Meglena Kuneva                            | Blocco Riformatore   |
| Vice Primo Ministro incaricato dell'assorbimento dei fondi Ue e della politica economica                           |          |          | Tomislav Dončev                           | GERB                 |
| Vice Primo Ministro e Ministro del Lavoro e delle Politiche Sociali                                                |          |          | Ivajlo Kalfin                             | ABV                  |
| Ministro della Giustizia                                                                                           |          |          | Hristo Ivanov (Fino al 9 dicembre 2015)   | Bulgaria Democratica |
| Ministro della Giustizia                                                                                           |          |          | Ekaterina Zaharieva (Dal 9 dicembre 2015) | Blocco Riformatore   |
| Ministro degli Affari Esteri                                                                                       |          |          | Daniel Mitov                              | Blocco Riformatore   |
| Ministro delle Finanze                                                                                             |          |          | Vladislav Goranov                         | GERB                 |
| Ministro dell'Economia                                                                                             |          |          | Božidar Lukarski                          | Blocco Riformatore   |
| Ministro dell'Energia                                                                                              |          |          | Temenužka Petkova                         | GERB                 |
| Istruzione e scienza                                                                                               |          |          | Todor Tanev                               | Blocco Riformatore   |
| Ministro del Turismo                                                                                               |          |          | Nikolina Angelkova                        | GERB                 |
| Ministro della Salute                                                                                              |          |          | Petăr Moskov                              | Blocco Riformatore   |
| Ministro dell'agricoltura e dell'alimentazione                                                                     |          |          | Desislava Taneva                          | GERB                 |
| Ministro della Difesa                                                                                              |          |          | Nikolaj Nenčev                            | Blocco Riformatore   |
| Ministro dei trasporti, dell'informatica e delle comunicazioni                                                     |          |          | Ivajlo Moskovski                          | GERB                 |
| Ministro dell'Ambiente e dell'Acqua                                                                                |          |          | Ivelina Vasileva                          | GERB                 |
| Ministro della Gioventù e dello Sport                                                                              |          |          | Krasen Kralev                             | GERB                 |
| Ministro della Cultura                                                                                             |          |          | Veždi Rašidov                             | GERB                 |